# Семушинская
Семушинская — деревня в Устьянском районе Архангельской области.

## География
Находится в южной части Архангельской области на расстоянии приблизительно 20 км на юг по прямой от административного центра района поселка Октябрьский.

## История
В 1859 году здесь (деревня Тотемского уезда Вологодской губернии) было учтено 11 дворов. До 2022 года входила в Ростовско-Минское сельское поселение до его упразднения.

## Население
Численность населения: 67 человек (1859 год), 5 (русские 100 %) в 2002 году, 0 в 2010.